# 월인석보 권25
월인석보 권25(月印釋譜 卷二十五)는 전라남도 장흥군 유치면 봉덕리, 보림사에 있는, 세조 5년(1459)에 편찬한 불교대장경이다. 1997년 6월 12일 대한민국의 보물 제745-9호로 지정되었다.

## 개요
『월인석보』는『월인천강지곡』과『석보상절』을 합하여 세조 5년(1459)에 편찬한 불교대장경이다. 석보는 석가모니불의 년보 즉 그의 일대기라는 뜻이다. 조선 세종 28년(1446) 소헌왕후 심씨가 죽자 세종은 그의 명복을 빌기 위해 아들인 수양대군(후의 세조)에게 명하여 불교서적을 참고하여 한글로 번역하여 편찬한 것이 곧『석보상절』이다. 세종 29년(1447) 세종은『석보상절』을 읽고 각각 2구절에 따라 찬가를 지었는데 이것이 곧『월인천강지곡』이다.『월인석보』는 완질이 현재 전하지 않으므로 전권의 수량은 확인할 수 없다.
월인석보 권25(月印釋譜 卷二十五)의 편찬 체제는 먼저『월인천강지곡』을 배열하고 이어 여기에 해당하는『석보상절』의 내용을 해설형식으로 실었다. 그렇지만『월인석보』편찬 때 기존의『석보상절』의 내용을 그대로 수록한 것이 아니라 이를 수정, 보완하여 여러 경전에서 내용을 첨삭하여 싣고 있다.
이 권 25는 전반부와 후반부로 나눌 수 있는데 권의 2장과 일부가 탈락되어 있다. 전체분량 5분의 2에 해당되는 전반부는 2∼4수로 추정되고, 후반부는『월인천강지곡』577∼583까지의 7수와『석보상절』권 24의 내용을 중심으로 싣고 있다. 
『월인석보』의 총 권수는 24권 혹은 25권으로 추정되어 왔는데 이번에 권 25가 새로이 발견됨에 따라『월인석보』가 전체 25권으로 구성되었다는 것을 밝혔을 뿐만 아니라, 조선 전기 한국불교 및 문헌학 연구에 새로운 전기를 맞는 매우 귀중한 자료로 평가된다.

## 같이 보기
- 월인석보

## 참고 자료
- 월인석보 권25 - 국가유산청 국가유산포털